# 麥當勞在俄羅斯
從1990年到2022年，美國快餐連鎖餐廳麥當勞在俄羅斯經營並特許經營麥當勞餐廳。
在經過14年的計劃和談判後，加拿大麥當勞總裁喬治·科恩獲得了蘇聯政府的許可，於1990年在俄羅斯開設第一家麥當勞。這個具有標誌性的美國品牌進入該國被視為蘇聯持續進行的經濟和政治改革的象徵。在隔年蘇聯解體後，該公司在該國的運營進一步發展，隨後的幾十年在俄羅斯實現了大規模擴張。到2022年，84％的餐廳是公司所有（通過其俄羅斯經營公司麥當勞有限公司（俄语：ООО «Макдоналдс»）和CJSC莫斯科麥當勞（俄语：ЗАО «Москва-Макдоналдс»）），其餘部分由特許經營商所有。
由於2022年俄羅斯入侵烏克蘭，麥當勞於2022年3月8日暫時中止了在該國的所有運營。5月，該公司宣布將出售在俄羅斯的所有餐廳，並將其品牌改名為「美味就是這樣」（俄语：Вкусно – и точка）。

## 背景
1980年的莫斯科夏季奧林匹克運動會原本打算對西方遊客開放，但該城市卻沒有快餐店來招待遊客。《美聯社》報導稱「這意味著用餐將在正式的莫斯科餐廳進行。晚餐或午餐可能需要數小時，服務和食物差異很大。」從1976年開始，加拿大的麥當勞試圖在比賽期間在主要場館盧日尼基体育場附近開設兩家臨時餐廳。儘管遭受蘇聯雜誌《新時代》對連鎖店的批評，但該計劃幾乎與莫斯科奧運組委會定案。然而，在1979年秋季，莫斯科市長弗拉基米爾·普羅米斯洛夫（俄语：Владимир Промыслов）否決了這一計劃，儘管他允許「數百家」其他西方公司成為官方供應商。
蘇聯總書記米哈伊爾·戈爾巴喬夫引入了多種政策，包括經濟改革（1985年）和開放政策（1986年），旨在鼓勵來自西方國家的投資。

## 開業及早期

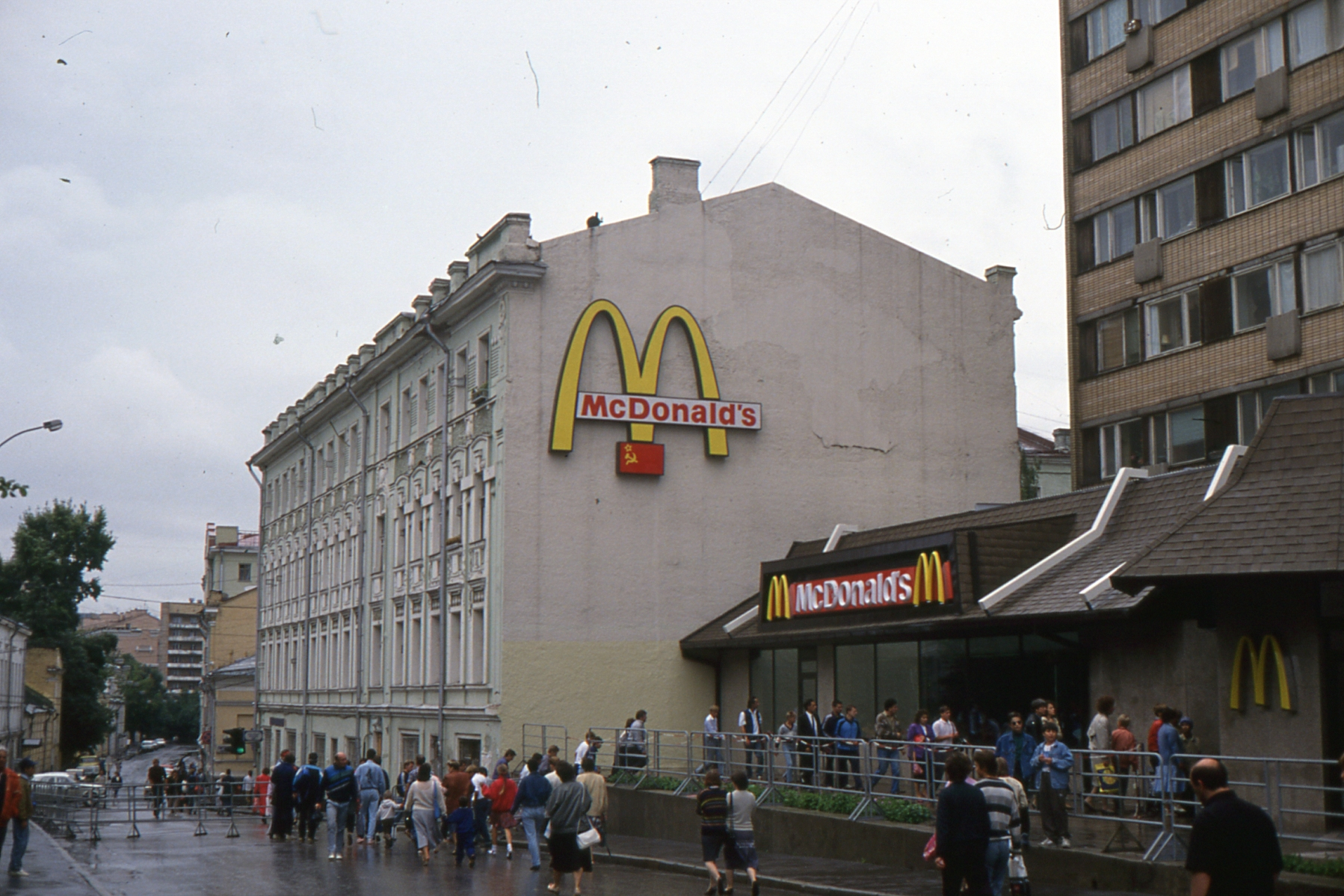
位於莫斯科普希金廣場的第一家俄羅斯麥當勞，攝於1991年

加拿大麥當勞總裁喬治·科恩渴望再次進入蘇聯市場，麥當勞母公司允許他領導這個計劃。他於1987年11月公佈計劃，此前他已與莫斯科市議會簽署了兩份初步協議。該企業的股東為跨國公司麥當勞公司加拿大分公司（佔法定資本的49%）和莫斯科市議會下屬的「莫斯科餐飲生產貿易協會」（佔法定資本的51%）。公告指出，雖然員工將是蘇聯人，但將聘請50至75名俄裔加拿大或俄裔英國員工進行調遷至莫斯科和進一步工作。科恩的做法遭到質疑。媒體推測，調遷可能是由於蘇聯肉類短缺引起的品質不符而需監督。
這家西方人熟悉的新餐廳與蘇聯傳統的公共餐飲形成鮮明對比，引發蘇聯的轟動。1990年1月31日，蘇聯第一家麥當勞在莫斯科的普希金廣場隆重開幕，大約有38000名顧客在長達數小時的隊伍中等候，當時打破了公司的紀錄。
麥當勞這個標誌性的美國品牌在蘇聯的出現被視為該國正在進行的經濟和政治改革的象徵。該公司在該國的活動一直持續到次年蘇聯解體。
接下來，麥當勞在俄羅斯的網絡發展速度將越來越快。1994年4月，梅季希出現莫斯科以外的第一家麥當勞。1996年，俄羅斯第一家具有「MakAuto」功能（汽車到戶服務）的麥當勞出現在莫斯科。1996年9月，聖彼得堡第一家麥當勞在卡緬內島大街開業。由於公司重組，加拿大方面的份額從1996年夏天增加到80%，而俄羅斯方面的份額減到20%。
截至1997年，俄羅斯麥當勞已經有21家分店。科恩經常訪問該國，光在1997年就進行了八次訪問。麥當勞希望在1998年開設30家餐廳。而到了1999年，俄羅斯已經有50家分店。

## 進一步發展

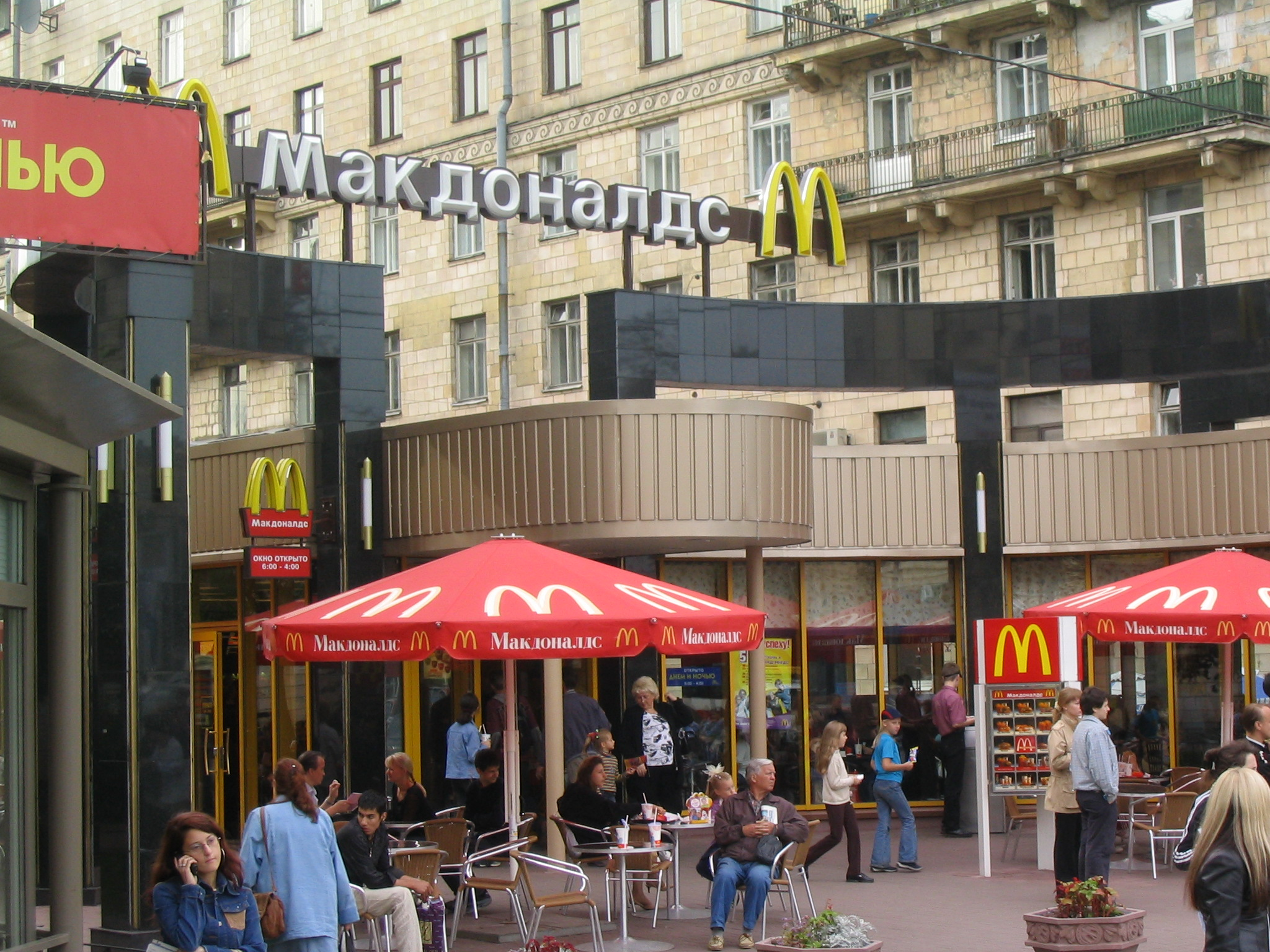
聖彼得堡莫斯科大街的麥當勞，攝於2004年

2009年麥當勞在俄羅斯的收入超過330億盧布。2008年2月18日，麥當勞在西伯利亞的第一家餐廳在秋明開業。2013年6月28日，世界最北端的麥當勞在摩爾曼斯克開業。
2010年，莫斯科普希金廣場上的第一家俄羅斯麥當勞進行了現代化的翻新。該餐廳的外觀在2020年進行了第二次翻新。
2017年6月28日，麥當勞在莫斯科推出外賣測試模式。食品和飲料的訂單是通過Uber Eats應用程序進行的，配送費用為99盧布。此外，麥當勞開始測試一項新服務——將食物送到餐桌，該服務將由服務員擔任。該服務在莫斯科的5家餐廳運行。
2017年，麥當勞再開設了41家分店，其中包括巴拉科沃市和阿納帕市。其中5家是在麥當勞在俄羅斯特許經營合作夥伴的控制下開設的。
2018年，麥當勞宣布計劃在俄羅斯再開設40家分店。同年，該公司開始改變開心樂園餐的成分，以支持更健康的飲食。根據新標準，芝士漢堡和巧克力牛奶將不包含在菜單中，僅作為附加選項提供。菜單上的卡路里含量不會超過600卡路里。目前，麥當勞在20 個國家或地區開展業務的兒童菜單中有28%符合這些參數，但這些菜單將在俄羅斯120個州銷售。該公司還打算減少人造色素、防腐劑和香料的用量。麥當勞產品中脂肪和添加糖的比例不會超過10%。其計劃到2022年，50%的兒童菜單將滿足新要求。
直到2022年麥當勞結束俄羅斯業務之前，數量最多麥當勞分店的地區位於莫斯科，共有126家分店；其次為聖彼得堡，共有71家分店。

## 俄羅斯入侵烏克蘭
在2022年俄羅斯入侵烏克蘭初期，麥當勞在俄羅斯擁有800多家餐廳，總共擁有62000名員工，數以百計的供應商，以及每天數百萬名顧客。
由於受到社交媒體的壓力，麥當勞於2022年3月8日宣布暫停在俄羅斯的營運，同時會繼續支付在俄羅斯的員工。一名參加了莫斯科第一家麥當勞店關閉儀式的BBC記者表示，現場氣氛嚴肅，人們湧入觀看這一事件，這也是「極具象徵意義」，因為第一家店的開業標誌著「鐵幕正在崩潰，俄羅斯正在擁抱西方」。《路透社》也強調俄羅斯第一家麥當勞店具有象徵性的重要性，代表著美國資本主義在蘇聯體制崩潰之際的繁榮。而麥當勞叔叔之家慈善基金則打算繼續在俄羅斯活動。
2022年3月18日，有報導稱麥當勞仍然無法關閉一些位於機場或過境車站的分店。
2022年5月16日，在暫時關閉餐廳後，麥當勞決定完全退出俄羅斯市場。2022年5月27日，有報導稱麥當勞正在將其在俄羅斯的分店出售給當地特許經營商亞歷山大·戈沃爾。專利申請顯示「趣滋味」和「皆同」有可能成為接管公司品牌的名稱。在宣佈後不久，麥當勞的品牌標誌被移除，引進了新的標誌。

## 結業、改頭換面及後續
在麥當勞宣布結業後，俄羅斯國家杜馬議長維亞切斯拉夫·沃洛金說：「麥當勞宣布他們要結業。好吧，很好，結業吧！明天就不會有麥當勞，而是萬尼亞叔叔。」一名俄羅斯專利律師以「萬尼亞叔叔」名稱進行了商標申請，其商標使用了打側的金拱門並加上一條線，類似西里爾字母「В」。而麥當勞則有一個15年的選擇權，可以從新的俄羅斯連鎖店購回其以前的餐廳。
亞歷山大·戈沃爾將品牌更換為「美味就是這樣」。這些餐廳提供所有以前麥當勞菜單的替代品，但大部分都改頭換面。
2022年11月，麥當勞宣布，由於「當地大規模供應問題」，白俄羅斯的特許經營商將停止使用麥當勞品牌經營，並將餐廳重新品牌為「美味就是這樣」。
2022年12月1日，位於聖彼得堡和莫斯科的火車站和機場的最後9家俄羅斯麥當勞分店結業。後來它們被轉換成「美味就是這樣」品牌。
在2023年1月，麥當勞關閉了其在哈薩克的分店，據信是由於供應問題，預計餐廳將以新品牌經營。